# Río Rico
Río Rico es un lugar designado por el censo ubicado en el condado de Santa Cruz en el estado estadounidense de Arizona. En el Censo de 2010 tenía una población de 18 962 habitantes y una densidad poblacional de 117,24 personas por km².

## Geografía
Río Rico se encuentra ubicado en las coordenadas 31°29′53″N 110°59′16″O / 31.49806, -110.98778. Según la Oficina del Censo de los Estados Unidos, Río Rico tiene una superficie total de 161.73 km², de la cual 161.24 km² corresponden a tierra firme y (0.3%) 0.49 km² es agua.

## Demografía
Según el censo de 2010, había 18.962 personas residiendo en Río Rico. La densidad de población era de 117,24 hab./km². De los 18.962 habitantes, Río Rico estaba compuesto por el 71.05% blancos, el 0.4% eran afroamericanos, el 0.64% eran amerindios, el 0.5% eran asiáticos, el 0.05% eran isleños del Pacífico, el 25.56% eran de otras razas y el 1.81% pertenecían a dos o más razas. Del total de la población el 85.32% eran hispanos o latinos de cualquier raza.